# 吕树文
吕树文（1955年—），汉族，中华人民共和国政治人物、第十一届全国政协委员。
担任哈尔滨市中山糖尿病研究所所长。2008年，当选第十一届全国政协委员，代表中国科学技术协会，分入第二十三组。